# Liste der Stolpersteine in Efringen-Kirchen

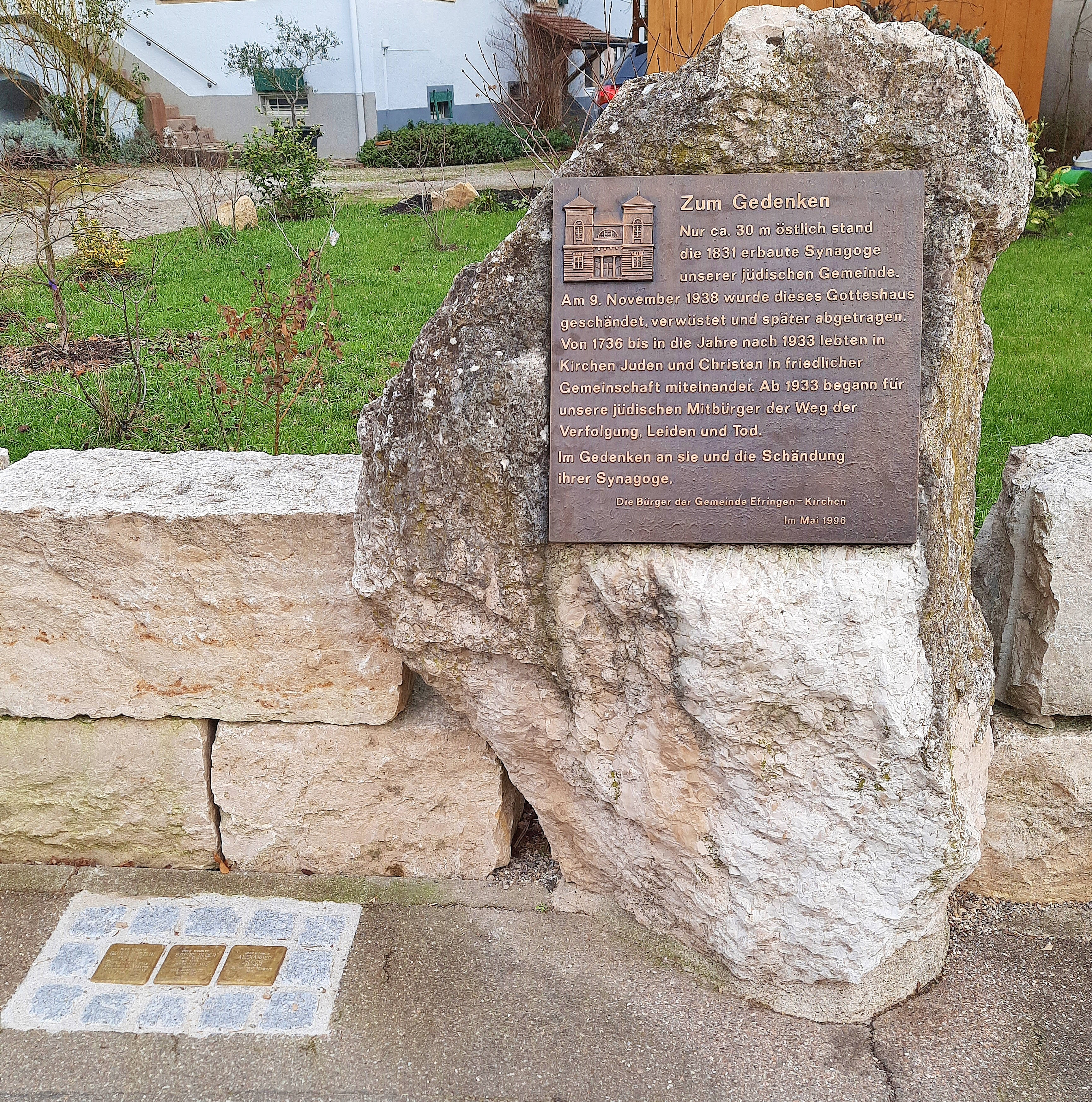
Stolpersteine und Gedenkstein in Kirchen (Efringen-Kirchen), Basler Straße 53.

Die Liste der Stolpersteine in Efringen-Kirchen enthält die acht Stolpersteine, die im Rahmen des gleichnamigen Kunst-Projekts von Gunter Demnig am 7. November 2023 in Efringen-Kirchen verlegt wurden. Mit ihnen soll Opfern des Nationalsozialismus gedacht werden, die in Efringen-Kirchen lebten.
In der bis 1942 selbständigen Gemeinde Kirchen gab es eine große jüdische Gemeinde mit der Synagoge Kirchen (Efringen-Kirchen) und dem jüdischen Friedhof.
Am 9. Oktober 2024 wurden im Ortsteil Kirchen 11 weitere Stolpersteine für jüdische Mitbürger verlegt. Im Ortsteil Istein wurden zwei Stolpersteine für Euthanasie-Opfer verlegt.

## Liste der Stolpersteine
Die Tabelle ist teilweise sortierbar; die Grundsortierung erfolgt alphabetisch nach Familien- und Vornamen.
| Bild | Inschrift | Standort                     | Leben                                                                               |
| ---- | --- | ---------------------------- | ----------------------------------------------------------------------------------- |
|      | HIER WOHNTE ALEXANDER BLOCH JG. 1923 FLUCHT 1939 SCHWEIZ USA                                                                     | Basler Straße 53 ·           | Alexander Bloch                                                                     |
|      | | Basler Straße 57 ·           | David Bloch                                                                         |
|      | HIER WOHNTE SOPHIE BLOCH GEB. GEISMAR JG. 1891 DEPORTIERT 1940 GURS 1942 AUSCHWITZ ERMORDET                                      | Basler Straße 53 ·           | Sophie Bloch Camp de Gurs, KZ Auschwitz-Birkenau                                    |
|      | | Basler Straße 57 ·           | Thekla Bloch                                                                        |
|      | | Fischerau 17 ·               | Maria Bertha Brändlin                                                               |
|      | | In der Vorstadt 8 ·          | Otto Brändlin                                                                       |
|      | HIER WOHNTE HERBERT BRÄUNLIN JG. 1923 GEDEMÜTIGT/ENTRECHTET ÜBERLEBT                                                             | Friedrich-Rottra-Straße 58 · | Herbert Bräunlin                                                                    |
|      | HIER WOHNTE IDA BRÄUNLIN GEB. OLESHEIMER JG. 1895 DEPORTIERT 1942 TRANSIT-GHETTO IZBICA ERMORDET                                 | Friedrich-Rottra-Straße 58 · | Ida Bräunlin Ghetto Izbica                                                          |
|      | HIER WOHNTE | Friedrich-Rottra-Straße 48 · | Leopold Braunschweig                                                                |
|      | HIER WOHNTE | Friedrich-Rottra-Straße 48 · | Margot Braunschweig                                                                 |
|      | HIER WOHNTE | Friedrich-Rottra-Straße 48 · | Rebekka Braunschweig                                                                |
|      | HIER WOHNTE PAULA EPSTEIN GEB. BLOCH JG. 1922 DEPORTIERT 1940 GURS INTERNIERT RIVESALTES FLUCHT 1942 SCHWEIZ USA                 | Basler Straße 53 ·           | Paula Epstein Camp de Rivesaltes                                                    |
|      | HIER WOHNTE | Friedrich-Rottra-Straße 48 · | Johanna Marque                                                                      |
|      | | Basler Straße 57 ·           | Norbert Moses                                                                       |
|      | | Basler Straße 57 ·           | Rosa Moses                                                                          |
|      | | Basler Straße 57 ·           | Samuel Moses                                                                        |
|      | | Basler Straße 57 ·           | Siegfried Moses                                                                     |
|      | HIER WOHNTE EMMA OLESHEIMER GEB. WEIL JG. 1857 DEPORTIERT 1940 GURS TOT 5. DEZ. 1940                                             | Friedrich-Rottra-Straße 58 · | Emma Olesheimer                                                                     |
|      | HIER WOHNTE | Friedrich-Rottra-Straße 48 · | Henriette Olesheimer                                                                |
|      | HIER WOHNTE JONAS OLESHEIMER JG. 1888 'SCHUTZHAFT' 1938 KZ DACHAU DEPORTIERT 1940 GURS INTERNIERT DRANCY 1942 AUSCHWITZ ERMORDET | Friedrich-Rottra-Straße 58 · | Jonas Olesheimer KZ Dachau, Camp de Gurs, Sammellager Drancy, KZ Auschwitz-Birkenau |
|      | HIER WOHNTE LINA WEIL JG. 1867 DEPORTIERT 1940 GURS INTERNIERT NOE TOT 27. MÄRZ 1943                                             | Friedrich-Rottra-Straße 58 · | Lina Weil Camp de Noé                                                               |